# Сімферопольський провулок
Сімферо́польський прову́лок — зниклий провулок, що існував у Дарницькому районі міста Києва, місцевість село Шевченка. Пролягав від Харківського шосе до Кам'янської вулиці. 

## Історія
Виник, ймовірно, не пізніше кінця 1940-х років під назвою Першотравневий. Назву Сімферопольський, на честь міста Сімферополь, провулок отримав 1955 року. 
Ліквідований наприкінці 1980-х років у зв'язку з частковим знесенням малоповерхової забудови Нової Дарниці та села Шевченка. 